# Гленвуд (Мисури)
Гленвуд (енгл. Glenwood) град је у америчкој савезној држави Мисури.

## Демографија
По попису из 2010. године број становника је 196, што је 7 (-3,4%) становника мање него 2000. године.
| Група             | 2000.       | 2010.       |
| Белци             | 202 (99,5%) | 192 (98,0%) |
| Афроамериканци    | 0 (0,0%)    | 0 (0,0%)    |
| Азијати           | 0 (0,0%)    | 0 (0,0%)    |
| Хиспаноамериканци | 0 (0,0%)    | 3 (1,5%)    |
| Укупно            | 203         | 196         |